# Rhabdus rectius
Rhabdus rectius is een Scaphopodasoort uit de familie van de Rhabdidae. De wetenschappelijke naam van de soort is voor het eerst geldig gepubliceerd in 1864 door Carpenter.